# Сленза (гора)
Сле́нза (пол. Ślęża [ˈɕlɛ̃ʐa], нем. Zobtenberg), также Сле́нжа, — самая высокая вершина Судетского предгорья, возвышающаяся на 718 метров над уровнем моря при относительной высоте в 500 м. Находится в 30 км от Вроцлава, столицы Нижнесилезского воеводства. Гора расположена в Сленжанском ландшафтном парке в гмине Собутка во Вроцлавском повяте.
Гора (либо одноимённая река) дала своё название региону Силезия. Само название горы относится, вероятно, к германскому племени силингов.

## История

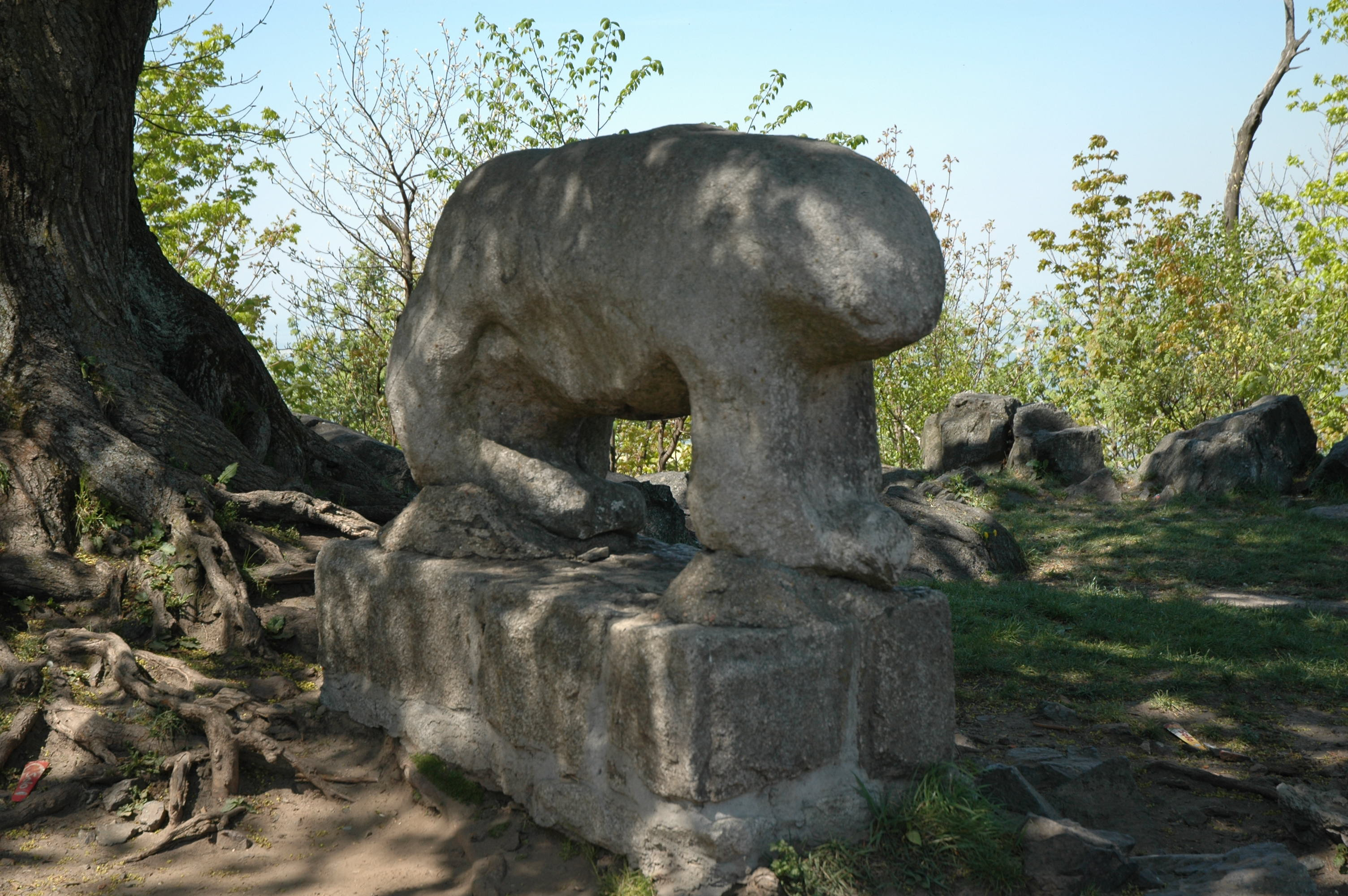
Скульптура медведя

В эпоху неолита и, по крайней мере, до VII века до н. э. гора была священным местом языческих племён лужицкой культуры. Гора была центром солнечного культа местных славянских племён. На вершине горы и в её окрестностях сохранились каменные статуи «девы с рыбой, монаха, гриба, кабана и медведя». Об этом же упоминает Титмар Мерзебургский в своей хронике: «Эта гора была высоко почитаема всеми жителями из-за её размеров и значения, так как на ней совершались языческие обряды».
Самыми ранними жителями региона, известными под своим именем, являются силинги — германское племя, субэтнос вандалов. Однако бо́льшая часть силингов после V века н. э. переселилась на запад, а оставшиеся в VI веке были постепенно вытеснены славянскими племенами, которые ассимилировали немногих оставшихся германцев.
Первое упоминание горы встречается в Хронике Титмара Мерзебургского 1017 года. Гора встречается там под названием Silensi:
[...] расположен в деревне Силенси, название которой ей когда-то дала некая очень высокая и большая гора.
В первой половине XII века (до 1138 года) польский воевода Пётр Власт основал на вершине августинский монастырь. Однако из-за значительной удалённости от людей монастырь был позже перенесён в соседнюю деревню Гурка (пол. Górka; ныне часть Собутки), а вскоре после этого (в 1149—1153 году) — во Вроцлав.